# پالانتزانو
پالانتزانو (به ایتالیایی: Palanzano) یک کومونه در ایتالیا است که در استان پارما واقع شده‌است. پالانتزانو ۷۰٫۴ کیلومتر مربع مساحت و ۱٬۳۳۱ نفر جمعیت دارد.